# Collines de Vendée
 (janvier 2019).
Les informations dans cet article sont mal organisées, redondantes, ou il existe des sections bien trop longues. Structurez-le ou soumettez des propositions en page de discussion.
Avec le temps, il arrive que le contenu présent dans un article devienne désordonné. Il est souvent nécessaire de réorganiser l'article de fond en comble.
- Il faut tout d’abord répartir le contenu de l'article en plusieurs sections. Les informations doivent ensuite être exposées clairement et le plus synthétiquement possible, regroupées par sujet afin d'éviter les doublons. Quelqu'un cherchant une information précise doit pouvoir la trouver rapidement en lisant la section appropriée.
- À l'intérieur de chaque section, le texte, souvent initialement sous la forme de phrases éparses, doit être regroupé dans des paragraphes de quelques lignes, en assurant un enchaînement logique et une cohérence entre les phrases.
- Lorsque l'article ou l'une de ses sections développe trop longuement un point qui n'est pas dans le cœur du sujet traité, il convient de faire une synthèse et de transférer l'ancien contenu dans des articles plus appropriés (en cas de transfert, il faut impérativement respecter la procédure Aide:Scission).

Si vous pensez que ces points ont été résolus, vous pouvez retirer ce bandeau et améliorer le plan d'un autre article.
Les collines de Vendée, ou collines vendéennes, également qualifiées de Haut-Bocage vendéen sont une succession de puys et de monts dans la partie méridionale du Massif armoricain, situés essentiellement dans l'Est de la Vendée, mais qui s'étirent aussi sur le Nord-Ouest des Deux-Sèvres et le Sud-Ouest du Maine-et-Loire,, approximativement entre Nantes, Bressuire, Parthenay, Niort et La Rochelle. Elles séparent les régions naturelles du Bas-Bocage vendéen à l'ouest, du Bocage bressuirais, des Mauges, et des Gâtines poitevines, à l'est. Elles forment à la fois le cœur et le point culminant de la partie du plateau armoricain située au sud de la Loire. Elles présentent un paysage vallonné où les rivières creusent de petits vallons (vallée de la Sèvre nantaise, vallée de la Mère, vallée de l'Yon, vallée du Thouet, vallée de la Moine).

## Topographie

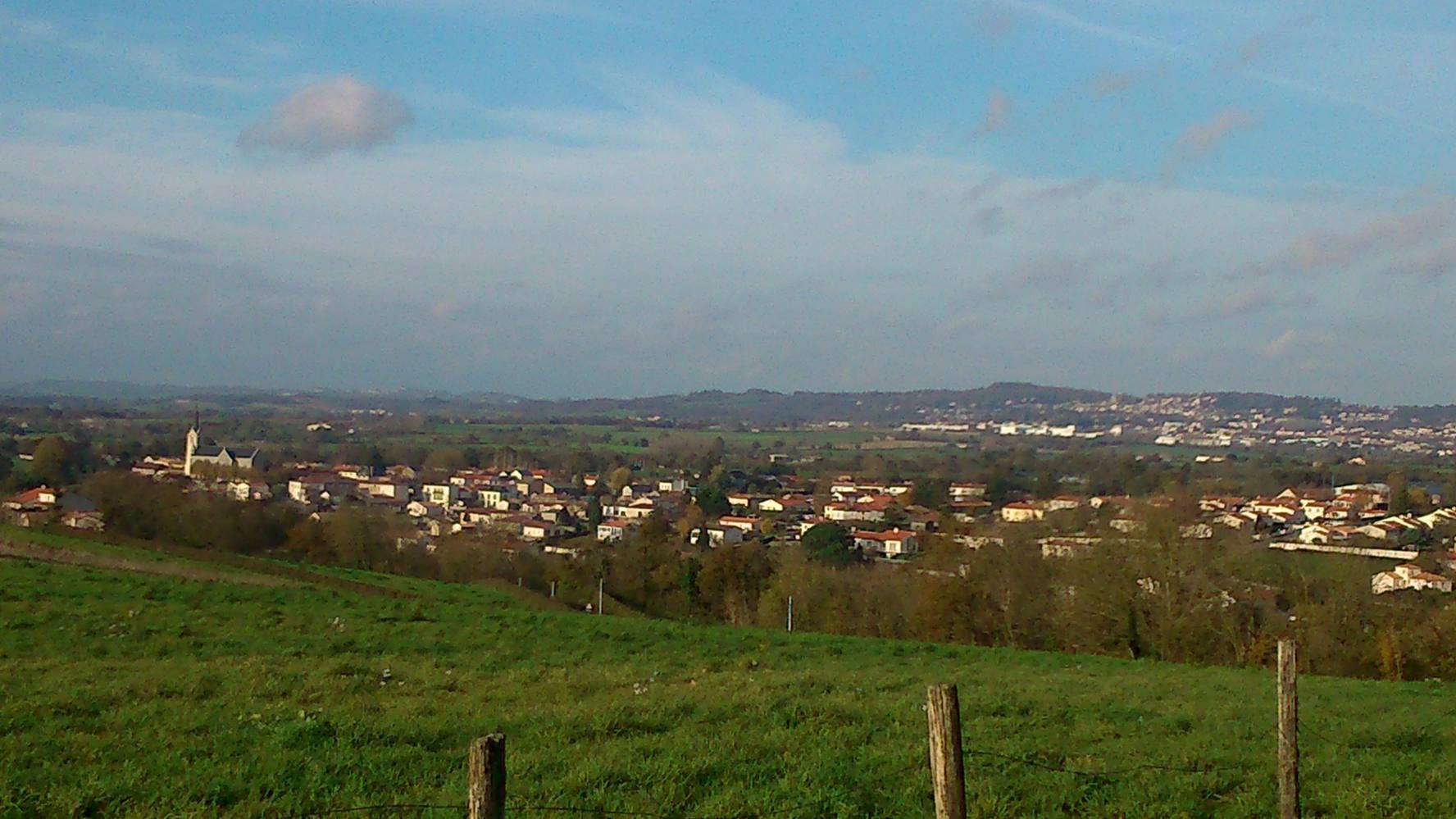
Les collines vues depuis La Meilleraie-Tillay.

Les collines vendéennes, dont les plus hauts sommets frôlent les 300 m d'altitude, forment le premier véritable relief en venant de la côte atlantique. Leur relief oscille généralement entre 150 et 290 m d'altitude. Le Haut-bocage vendéen se compose essentiellement de hauteurs et de vallées dont l'encaissement est plus ou moins important. Ses principaux sommets sont le mont Mercure à Saint-Michel-Mont-Mercure (290 m), qui constitue le point culminant de la Vendée, le puy Crapaud (269 m) et le puy Papin (265 m).

## Géologie

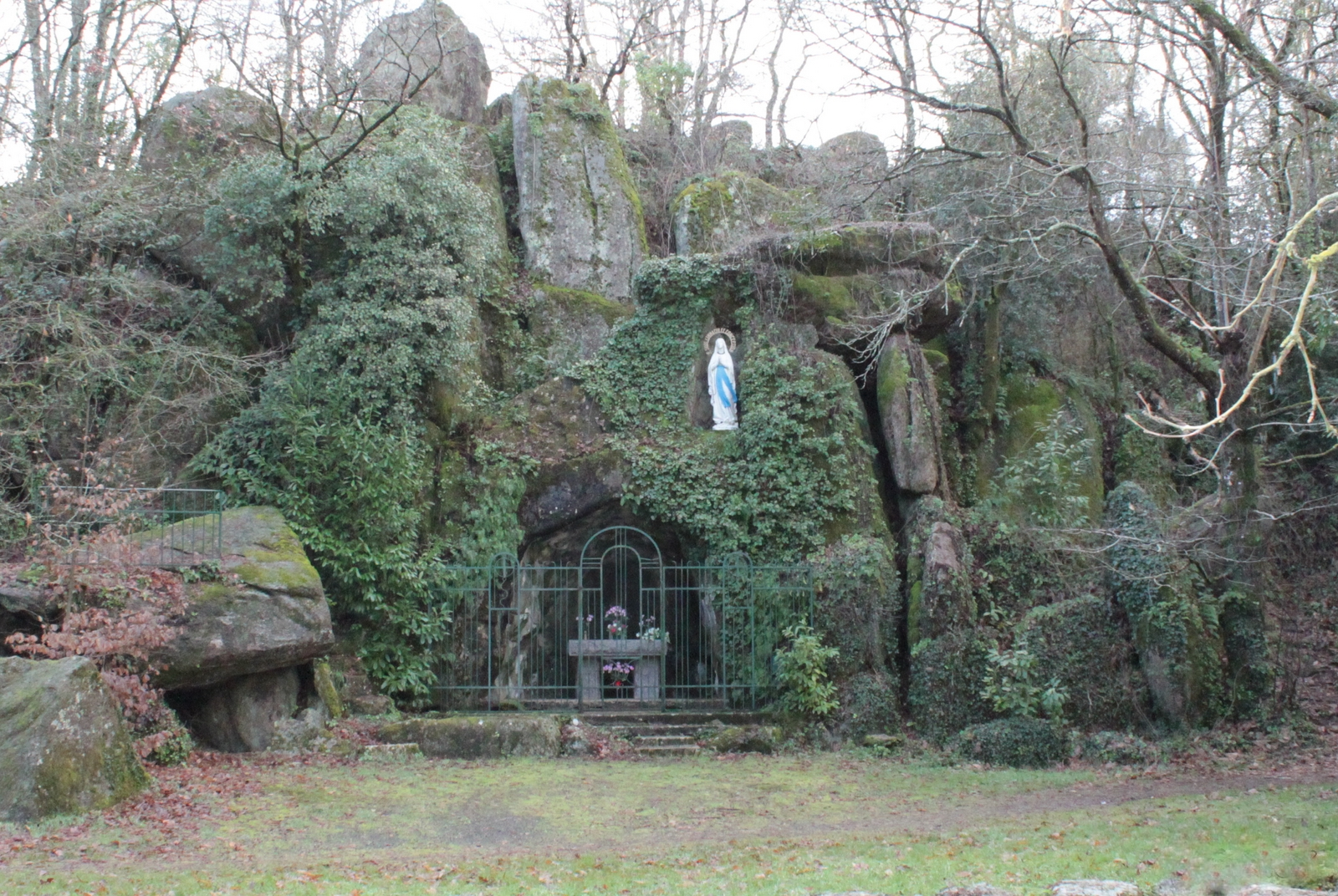
Affleurement granitique dans la vallée de la Sèvre Nantaise.

Le volcanisme ancien hercynien est à l'origine des monts, affleurements granitiques observés dans le paysage au cœur du Poitou. Les affleurements granitiques et l'érosion naturelle des monts expliquent ces blocs de granites, parfois d'assez belle taille, appelés chirons en poitevin. En certains endroits, il y a formation de chaos granitiques. Ce sont ces gâtines, qui forment l'ensemble homogène territorial bocager, de la Gâtine aux puys vendéens.

## Végétation

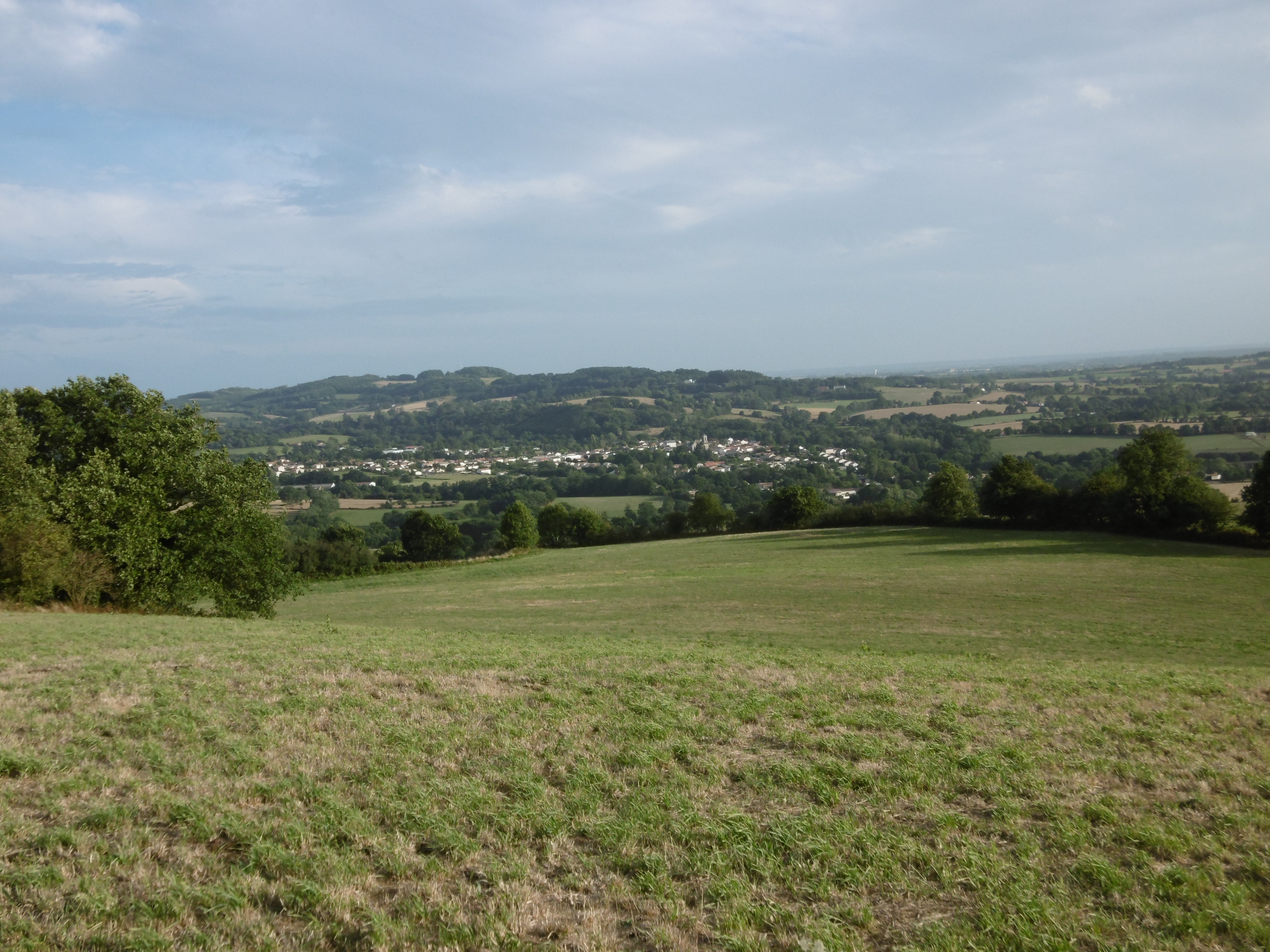
Bocage dans la vallée de Saint-Mars-la-Réorthe.

Comme le reste du plateau armoricain, leur léger vallonnement et leur aspect mité par les blocs de granite en on fait une terre d'élevage plutôt que de céréaliculture. Du fait de cette caractéristique, elle n'ont pas été remembrées, et présentent encore un paysage bocager (Bocage vendéen, Bocage bressuirais, Gâtine).
Les paysages du Haut-bocage vendéen sont caractérisés par une grande densité de haies bocagères. Le bocage y est dense en comparaison avec le bas-bocage, bien que souvent ponctué de prairies s'ouvrant sur de larges panoramas. Les espaces boisés sont fréquents dans les collines vendéennes et comportent notamment des châtaigniers ainsi que des chênes pédonculés.

## Hydrographie
Premier obstacle aux vents d'ouest venant de l'Atlantique, la barrière naturelle des collines vendéennes retient les précipitations et est ainsi davantage arrosée que le reste de la Vendée. Les eaux s'écoulent ensuite, depuis le Haut-Bocage, de part et d'autre du relief. Ainsi, les collines vendéennes se situent au cœur du sous-bassin versant « Loire aval et côtiers vendéens », et en forment le château d'eau naturel. Les collines du Haut-Bocage Vendéen, partagent ainsi les eaux du plateau sud-armoricain entre les rivières s'écoulant vers l'estuaire de la Loire à l'est et au nord (la Sèvre Nantaise, le Layon, la Moine) et celles se déversant dans l'Atlantique à l'ouest et au sud-ouest (l'Yon, le Lay, la Mère).

## Sites, villes ou villages dont le nom est formé à partir depuy
- Si vous ne connaissez pas le sujet, laissez ce bandeau (vous pouvez alors contacter les auteurs).
- Si vous supprimez le contenu mis en cause (vous pouvez préalablement contacter les auteurs),

argumentez précisément cette suppression dans la page de discussion
(un manque de référence n'est pas un argument ; une recherche réelle de référence doit avoir été effectuée, être formellement documentée).
Le puy correspond au point le plus élevé du mont[réf. nécessaire]. Il est le siège d'implantation de ville ou village sur le sommet du mont ; les crêtes du podium, terme latin dont « puy est issu », protègent les habitants, tels des remparts naturels et permettent une vue du paysage sur une grande distance. Pour chaque puy, il y a donc approximativement un mont, dont il est le sommet, et peuplé de villageois[réf. nécessaire].
- Le puy Crapaud : 269 mètres
- Le puy Papin : 265 mètres
- Le puy Lose : 263 mètres
- Le puy Durand : 264 mètres
- Le puy Morin : 186 mètres
- Le puy Thareau : 191 mètres
- Le puy Bouet : 194 mètres
- Le puy Guittonneau : 205 mètres
- Le puy Michenet : 204 mètres
- Le puy Bobet : 190 mètres
- Le puy Charrier : 179 mètres
- Le puy Quentin : 185 mètres
- Le puy Mazoire : 182 mètres
- Le puy Bablot : 199 mètres
- Le puy Poutier : 210 mètres
- Le puy Roland : 196 mètres
- Le Petit puy Guyon : 180 mètres
- Le puy Guyon : 180 mètres
- Le puy Belliard : 222 mètres
- Le Petit Puy : 174 mètres
- Le puy Blin : 185 mètres
- Le puy au Maître : 188 mètres
- Le puy Fort : 150 mètres
- Le puy Rond : 152 mètres
- Le puy Limousin : 202 mètres
- Le puy Bertonneau : 180 mètres
- Le puy Pin : 166 mètres
- Le puy du Fou : 252 mètres
- Le puy Arnoux : 125 mètres
- Le puy Simbert : 197 mètres
- Le puy de Sèvre
- Le puy Jourdain
- Le puy Moisson
- Le puy Simbert
- Le puy Rognon
- Le puy au Moine
- Le puy Albert
- Le puy Loup
- Le puy Arnaud
- Le puy Mary
- Le puy Doré
- Le puy Large
- Le puy Jean
- Le puy Simbert
- Le puy Ravault
- Le puy Saint Bonnet
- Le Puy-du-Lac
- Le Puyravault : 170 mètres
- Le puy de Serre
- Saint-Vincent-Puymaufrais
- Le Puyrailard : 200 mètres

## Principaux points culminants

### En Vendée
- Le mont Mercure : 290 mètres. Le village de Saint-Michel-Mont-Mercure s'y est implanté, sans dénomination Puy sur ce point culminant du Poitou.
- Le mont des Alouettes : 232 mètres. Appellation de puy absente ici aussi, présence de moulins.

### En Deux-Sèvres
- Saint-Paul-en-Gâtine : 186 mètres. À 206 mètres d'altitude, la rivière « la Vendée » prend sa source au lieu-dit « La Sauvagère », 500 mètres au sud-ouest et en contrebas du mont granitique de L'Absie, le bassin versant dans « les Hauts de Gâtine »
- L'Absie, à 256 mètres d'altitude est le plus haut bourg de Gâtine
- Vernoux-en-Gâtine : 201 mètres
- La Boissière-en-Gâtine : 218 mètres
- Mazières-en-Gâtine : 200 mètres
- Les Gats : 213 mètres
- Terrier de Saint-Martin-du-Fouilloux, point culminant de la Gâtine, à 271 mètres